# NGC 7640
NGC 7640 je spirální galaxie s příčkou v souhvězdí Andromedy. Od Země je vzdálená přibližně 27,5 milionů světelných let.
Galaxie leží v západní části souhvězdí Andromedy a středně velký hvězdářský dalekohled ji ukáže jako silně protáhlou mlhavou skvrnu.
Její výrazně protáhlý tvar je způsoben tím, že je k Zemi natočena svojí hranou.
Ze stejného důvodu ani na snímcích nejsou příliš zřetelná její spirální ramena. V astronomicky nedávné době pravděpodobně podstoupila určité gravitační narušení jinou galaxií.
Galaxii poprvé zaznamenal William Herschel 17. října 1786, ale poznamenal přitom, že ji pozoroval již v roce 1784.